# Mérida Sotelo Lerma
Mérida Sotelo Lerma (Caborca, Sonora, 9 de marzo de 1959) es una científica, investigadora y académica mexicana, que cuenta con cinco patentes registradas y otorgadas, entre estos un medicamento para tratar la leucemia promielocítica aguda en infantes. 
Su línea de investigación principal es la fabricación de celdas solares policristalinas de película delgada. Ha realizado estudios en México, Estados Unidos y Japón. Es acreedora al Premio Universidad de Sonora a la Trayectoria y al Mérito Académico.

## Biografía
Expresa que su interés por la ciencia nació por las historias que su abuela le contaba, en especial sobre la visita a su ciudad de origen de una científica alemana durante la influenza española, quien investigaba las propiedades curativas de una planta nativa de la región.

Ha expresado la dificultad de las mujeres en la inclusión de las ciencias y aboga por la construcción de una sociedad solidaria y con igualdad de oportunidades.
La experiencia de la primera vez que recibí un no, fue cuando llegué a la Universidad y dije que yo quería estar en un centro de investigación, yo quería hacer investigación. Pedí que me dejaran trabajar y me dijeron que no. En un momento pensé que era porque era muy joven o porque me faltaba conocer muchas otras cosas, pero resultó que era por ser mujer.

## Formación Académica
Comenzó sus estudios en la licenciatura de Químico Biólogo con especialidad clínica en la Universidad de Sonora en 1978,  cursó en la Universidad Nacional Autónoma de México (UNAM) la Maestría en Ciencias- física de materiales, y en el Centro de Investigación Científica y de Educación Superior de Ensenada (Cicese), División de Física Aplicada; su Doctorado es en Ciencias (física de materiales) lo realizó en el Centro de Ciencias de la Materia Condensada, Instituto de Física de la UNAM,. 
En la Universidad de Tokio, Japón, tomó un curso de entrenamiento en Química de Polímeros, de mayo 1983 a septiembre de 1984 y, posteriormente, en la Texas A&M University en College Station, Departamento de Química, en Estados Unidos, donde estudió el Postdoctorado en Ciencias (física de materiales), por invitación y con beca de Conacyt.
Realizó estadías en Harvard T.H. Chan. Harvard School of Public Health. Center for Climate, Health, and the Global Environment, en Estados Unidos en el International Program in Innovation and Sustentability en Sonora, en 2018.
Es autora de tres libros sobre química orgánica y más de 70 artículos cuyas líneas de investigación es el estudio de películas de compuestos semiconductores preparadas por Depósito en Baño Químico (DQB), la fabricación de celdas solares policristalinas de película delgada por el método de depósito por baño químico y la fabricación de celdas solares híbridas (orgánicas-inorgánicas) flexibles.
Es integrante del Sistema Nacional de Investigadores (SNI) Nivel 2 y de  la red temática CONACyT de energía solar.
Sotelo Lerma es profesora de tiempo completo en el Departamento de Investigación en Polímeros y Materiales de la Universidad de Sonora desde 1983 quien ha dirigido 15 tesis de la Licenciatura en Químico Biólogo y 18 de la Maestría y 10 del Doctorado en Ciencias de Materiales.
Ha estado a cargo y colaborado en distintos proyectos de investigación por parte del Consejo Nacional de Ciencia y Tecnología (CONACYT) así como distintas instituciones en el área de química tanto a nivel nacional como internacional.

### Aportaciones
En  la Universidad de Tokio desarrolló un proyecto de materiales para venas artificiales, dentro de la Universidad de Sonora trabajó con polímeros con propiedades ópticas no lineales de tercer orden. Le siguieron el desarrollo de materiales en forma de película delgada, con aplicaciones en optoelectrónica o en dispositivos fotovoltaicos.

## Patentes
Sotelo Lerma tiene registrada y otorgadas cinco patentes en la Oficina de Marcas y Patentes de los Estados Unidos para el tratamiento del cáncer, específicamente la leucemia promielocítica aguda en infantes, la cual no responde a radioterapias ni a quimioterapia.
La aplicación es para curar un tipo de leucemia, pero lo tienen enlatadito porque da más dinero la radioterapia y quimioterapia, ha pasado por diferentes partes del mundo, pero no lo quieren usar, está probado en animales y humanos y sí funciona.

## Premios
En 2021 la Universidad de Sonora le otorgó el premio Trayectoria y al Mérito Académico por los aportes y trabajo en sus 38 años académica tanto en la docencia, la investigación y difusión de las ciencias de materiales así como la formación, creación y consolidación de líneas de investigación e implementación de planes de estudio y gestión de infraestructura científica.